# 小克柳奇夫
48°28′27″N 24°54′55″E / 48.47417°N 24.91528°E
小克柳奇夫（烏克蘭語：Малий Ключів），是烏克蘭的村落，位於該國西部伊萬諾-弗蘭科夫斯克州，由科洛梅亞區負責管轄，處於克柳奇夫卡河畔，始建於1416年，面積12.42平方公里，2001年人口1,313。